# Allandrus fuscipennis
Espèce
Allandrus fuscipennis est une espèce d'insectes de l'ordre des coléoptères, de la famille des Anthribidae, du genre Allandrus.
Synonymie
Selon BioLib (18 août 2014)
- Tropideres fuscipennis Guillebeau, 1891
- Tropideres rufipennis Rey, 1893
- Tropideres undulatus Fahraeus, 1839 nec Panzer, 1795

## Répartition et habitat

### Répartition
Allandrus fuscipennis est présent en France (dont Nord-Pas-de-Calais).

## Systématique
L'espèce Allandrus fuscipennis est décrite par Guillebeau en 1891 sous le protonyme Tropideres fuscipennis.